# Triplophysa edsinica
Triplophysa edsinica är en fiskart som beskrevs av Prokofiev 2003. Triplophysa edsinica ingår i släktet Triplophysa och familjen grönlingsfiskar. Inga underarter finns listade i Catalogue of Life.